# معاهدة عدم الاعتداء بين ألمانيا وإستونيا

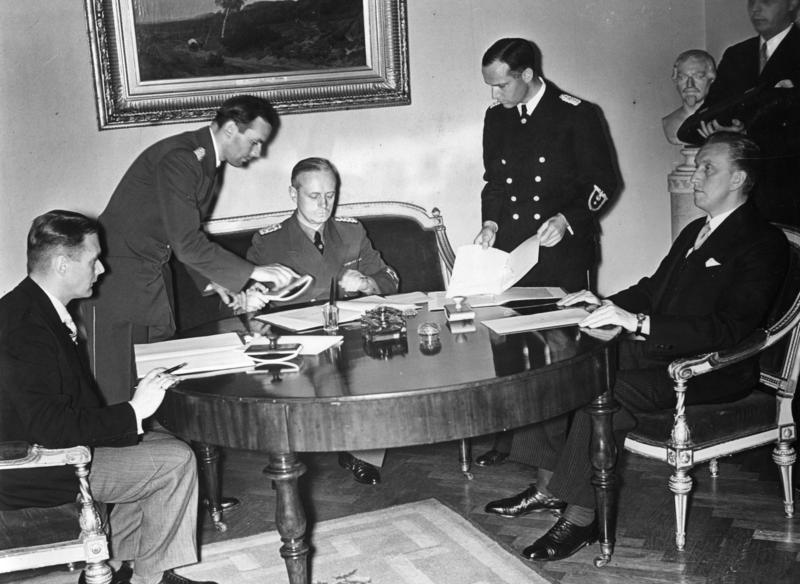
توقيع الاتفاقية على عدم الاعتداء بين ألمانيا النازية وبين دولتي لاتفيا وإستونيا سنة 1939

معاهدة عدم الاعتداء بين ألمانيا-إستونيا (بالألمانية:Deutsch-Estnischer Nichtangriffspakt) (بالإستونية:Eesti-Saksa mittekallaletungileping)، هي اتفاقية تم توقيعها في العاصمة الألمانية برلين بين حكومة ألمانيا النازية وحكومة إستونيا يوم 24 يوليو 1939، وهذه الاتفاقية عدم الاعتداء واختيار الحياد في فترة الأزمة.
حيث وقعت الدولتان الاتفاقية بحضور وزير الخارجية الألماني يواكيم فون ريبنتروب ونظيره الإستوني كارل سيلتر. والجدير بالذكر أن ألمانيا النازية يوم 28 أبريل 1939 قدمت طلب توقيع الاتفاقية على عدم الاعتداء لبلدان أوروبية وهي: إستونيا ولاتفيا وفنلندا والدانمارك والنرويج والسويد، إلا أن السويد والنرويج وفنلندا رفضوا العرض الألماني.

## المواقع الخارجية
- نص الاتفاقية